# Publicidade em redes sociais
A publicidade em redes sociais é um grupo de termos usados para descrever formas de publicidade online que se concentram nas redes sociais. Um dos principais benefícios desse tipo de publicidade é que os anunciantes podem tirar proveito das informações demográficas dos usuários e direcionar seus anúncios adequadamente.
A publicidade nas redes sociais ouve sempre a ideia de conscientizar o público sobre a existência do seu produto ou serviço, tendo a ideia de apresentar a marca do meio da situação comum da pessoa a pesquisar.

## Aplicação
As pessoas que usam sites de redes sociais obtêm várias informações sobre si mesmas, incluindo idade, sexo, interesses e local armazenado nos servidores das empresas de mídia social. Essas informações armazenadas permitem que os anunciantes criem grupos-alvo específicos e individualizem seus anúncios.
A vantagem para os anunciantes é que seus anúncios podem atingir um público específico interessado no produto ou serviço. A vantagem para os usuários é que eles podem ver anúncios relevantes para seus interesses.

### Facebook
O Facebook, a rede social mais popular, desenvolveu uma tecnologia de segmentação que permite que os anúncios cheguem a um público específico. Isso faz parte do produto do Facebook chamado Facebook Ads, disponível para usuários e empresas. Ao postar um anúncio por meio do Facebook Ad Manager, um anunciante recebe um conjunto de características que definirão seu mercado-alvo. O Facebook chama esse público-alvo. Esses traços incluem localização geográfica, sexo, idade, trabalho, status de relacionamento e interesses como música, entre outros.

### Instagram
O Instagram é um aplicativo de mídia social criado como uma saída para compartilhar fotos com os seguidores. Embora seja usado principalmente para amigos e familiares e, às vezes, um amplo número de seguidores, se você é um influenciador, as empresas menores usam sua plataforma para também anunciar ao público, bem como o uso de influenciadores para promover determinados produtos. Programas de mídia social, como o Instagram, usam opara permitir que as empresas anunciam produtos diferentes.

## Operação
Nas comunidades sociais, os usuários fornecem informações demográficas, interesses e imagens. Essas informações são acessadas pelo software de segmentação de mídia social e permitem que os anunciantes criem anúncios gráficos com características que correspondem às dos usuários das redes sociais.

### Tipos de publicidade
Sites populares de mídia social, Facebook, Twitter e YouTube, oferecem maneiras diferentes de anunciar marcas. O Facebook oferece aos anunciantes opções como postagens promovidas, histórias patrocinadas, anúncios de postagem na página, anúncios de objetos do Facebook e anúncios de sites externos. Para anunciar no Twitter, existem tweets, tendências e contas promovidas que aparecem no feed de notícias dos usuários. Para publicidade no YouTube, existem canais de marca, vídeos promovidos e publicidade em vídeo.
Em julho de 2015, durante a chamada de ganhos do segundo trimestre, o Facebook revelou que alcançou US$ 2,9 bilhões em receita móvel, totalizando mais de 76% de sua receita trimestral geral. Grande parte dessa receita foi proveniente de anúncios de instalação de aplicativos, dos quais os desenvolvedores compram com base no custo por instalação.